# Вале-даз-Эгуаш
Вале-даз-Эгуаш (порт. Vale das Éguas)  —  район (фрегезия) в Португалии,  входит в округ Гуарда. Является составной частью муниципалитета  Сабугал. По старому административному делению входил в провинцию Бейра-Алта. Входит в экономико-статистический  субрегион Бейра-Интериор-Норте, который входит в Центральный регион. Население составляет 50 человек на 2001 год. Занимает площадь 4,03 км².